# Metriorrhynchomiris dislocatus
Metriorrhynchomiris dislocatus är en insektsart som först beskrevs av Thomas Say 1832.  Metriorrhynchomiris dislocatus ingår i släktet Metriorrhynchomiris och familjen ängsskinnbaggar. Inga underarter finns listade i Catalogue of Life.